# Tapio Kare
Tapio Ilkka Kare (Helsinki, 4 maggio 1934) è un ex pentatleta finlandese.

## Palmarès
In carriera ha conseguito i seguenti risultati:
- Mondiali:

Hershey 1959: argento nel pentathlon moderno a squadre.